# 클라우디오 그라치아노
클라우디오 그라치아노(Claudio Graziano, 1953년 11월 22일~2024년 6월 17일)는 이탈리아 육군 참모이다.
그는 유엔 레바논 임시 주둔군의 사령관 중 한 명으로 2007년부터 2010년까지 복무했다. 2011년 12월 6일 그는 이탈리아 육군의 참모총장이 되었다. 2015년 2월
28일부터 그라치아노는 이탈리아 방위 참모부의 참모총장이었다.